# Phaedyma hata
Phaedyma hata är en fjärilsart som beskrevs av John Nevill Eliot 1969. Phaedyma hata ingår i släktet Phaedyma och familjen praktfjärilar. Inga underarter finns listade i Catalogue of Life.